# Berberis muelleri
Berberis muelleri är en berberisväxtart som först beskrevs av Ivan Murray Johnston, och fick sitt nu gällande namn av Marroquín, J.E. Laferrière och J.S. Marroqu. Berberis muelleri ingår i släktet berberisar, och familjen berberisväxter. Inga underarter finns listade i Catalogue of Life.